# Срем (часопис)
„Срем“, информативни недељни лист је часопис који је излазио једном недељно-петком у периоду од 17. марта 1938. године до 11. априла 1941. у Сремској Митровици. 
Штампан ћирилично у тиражу од 1.000 примерка у штампарији Љубомира Јанковића која се налазила у Староцркврној улици број 3 у Сремској Митровици а продавао се по цени 1 динар. 
Лист је излазио на четири стране а само изузетно на неки државни или духовни празник се повећавао број страна, обично осам. На првој страни су штампане вести из земље и иностранства. Друга и трећа страна су биле резервисане за вести из сремско-митровачког среза а четврта страна је била обавезно резервисана за огласе и извештаје из локалног спортског живота. 
Власник „Срема“ је било истоимено друштво. Лист се издржавао искључиво од претплате и прихода од огласа. Главни уредници „Срема“ су били Милан Шкргић професионални новинар и Стјепан Иванчић који је напустио позив уредника у децембру 1938. године. Милан Шкргић је остао уредник за све време излажења листа. Успео је да одржи лист до уласка непријатељских трупа у град 11. априла 1941. године када је последњи број раздељен по граду свега неколико часова пре уласка окупатора. 
„Срем“ је поред сталног уредништва у граду које се налазило на тргу Краља Петра иамо и сталне или повремене сараднике како по граду тако и по читавом Срему. Стални дописници листа били су: Сима Томовић из Чалме, Јован Богић из Инђије, Ладислав Пехи из Ердевика, Божидар Ванчик и Радован Ботић ветеринар из Сремска Митровице, Светислав Радаков и Драшко Микић студент из села Мартинци и многи дрзги. 
Мада је у уводној речи главног уредника који је у првом броју „Срема“ писао: „Покренули смо „Срем“ да задовољимо једну стару потребу Срема и његове околине. За разлику од осталих листова који су у овом граду излазили, наш ће бити строго информативан, објективан и наовисан. Нећемо подупирати ни једну политичку странку, ни личност, већ ћемо служити општем добру.“ писало да ће „Срем“ бити „строго неовисан и објективан“ овог правца лист се држао до споразума Цветковић – Мачек од 26. августа 1939. године када је лист почео да заступа интересе Срба у Срему, нарочито оних у Шидском и Вуковарском срезу који су споразумом ушли у Бановину Хрватску. 
Због оваквог става листа реаговале су и загребачке „Сријемске Новине“ позивањем Хрвата Срема да се претплате на овај лист и да одустану од претплате на „Срем“ који све чланке штампа ћирилицом, а који је да би Хрватима „замазао очи“ означио Стјепана Иванчића као уредника. 
Лист Срем није излазио у периоду од 24. маја 1940. до 11. октобра 1940. године због одласка главног уредника на војну вежбу. 
„Срем“ се чува у Музеју Срема у Сремској Митровици а 27 бројева поседује и библиотека Матице српске у Новом Саду. Од укупно 132 броја колико је изашло недостају следећи бројеви: 40.62.78.85.93 и 104.